# Bomber (Film)
Bomber ist ein US-amerikanischer Dokumentarfilm aus dem Jahr 1941. 
Thema des Films ist die Herstellung von mittelschweren Bombern für das United States Army Air Corps. Produziert wurde er vom Office of Emergency Management (OEM). Den Verleih übernahm das War Activities Committee of the Motion Pictures Industry. Uraufgeführt wurde der Film am 3. Oktober 1941. 1942 wurde der Film in der Kategorie Bester Dokumentar-Kurzfilm für den Oscar nominiert.